# Кондратьев, Александр Никифорович
Александр Никифорович Кондратьев (5 декабря 1914, Бузулукский уезд, Самарская губерния — 1992, Вашингтон) — советский инженер-строитель. Лауреат Ленинской премии (1962), Заслуженный строитель РСФСР.

## Биография
Александр Кондратьев родился 5 декабря 1914 года в деревне Пасмурово Бузулукского уезда Самарской губернии в крестьянской семье. В 1929 году его отца арестовали как кулака и осудили на четыре года лагерей. Мать вместе с детьми, опасаясь преследования, переехала в Мариуполь. Там в возрасте 15 лет Александр Кондратьев начал трудовую деятельность чертёжником на заводе «Азовсталь». В 1934 году окончил строительный техникум в Донецке. В 1940 году по приглашению архитектора Б. М. Иофана переехал в Москву, где принял участие в строительстве Дворца Советов, руководил бригады конструкторов. Во время Великой Отечественной войны избежал призыва из-за близорукости. Был комиссован на Урал для строительства оборонных заводов. В 1952 году окончил Всесоюзный заочный политехнический институт в Москве. 
Принимал участие в строительстве здания МГУ на Воробьёвых горах (1948—1952), Дворца культуры и науки в Варшаве (1952—1954), Главной арены и Дворца спорта в Лужниках (1955—1956), аттракционов «Колесо обозрения» в парке имени Горького и в Измайловском парке (1957), Дворца съездов в Кремле (1959—1961), трибун и здания Гребного канала в Крылатском (1972—1973), Центра международной торговли (1974—1979). Принимал участие в строительстве советских павильонов на Всемирной выставке в Монреале (1967) и в Осаке (1970).
За участие в проектировании и строительстве Кремлёвского Дворца съездов в 1962 году был удостоен Ленинской премии. В 1974 году был удостоен Премии Совета Министров СССР.
В 1963 году вступил в Союз архитекторов СССР. С 1961 по 1987 год работал главным конструктором управления «Моспроект-2». В августе 1991 вместе с женой Людмилой Оскар-Эдуардовной Андерсен переехал в Вашингтон к старшей дочери Елене. Умер в 1992 году. Похоронен на Ваганьковском кладбище в Москве.